# Uresis II da Sérvia
Uresis II ou Uros II em latim: Uresis II; em sérvio: Урош II; romaniz.: Uroš II; em grego: Οὔρεσις Β’; romaniz.: Ouresis II), cujo segundo nome era Primístlabo (em grego: Πριμίσθλαβος; romaniz.: Primísthlabos), Primislau (em sérvio: Примислав; romaniz.: Primislav; em latim: Primislaus), Peruoslau (em latim: Peruoslaus), Peruslau (em latim: Peruslaus) ou Pruoslau (em latim: Pruoslaus; em sérvio: Првослав; romaniz.: Prvoslav)[b] foi um grão-príncipe da Sérvia de ca. 1145 até 1161/1162, com uma breve interrupção em 1150/1155, quando seu irmão Dessa governou.[a]